# Ібн Вахшія
Ібн Вахшія, араб. بو بكر أحمد بن وحشية, Повне ім'я Абу Бакр Ахмед ібн (Алі ібн Кайс аль-) Вахшія (аль-Касдані аль-Кусайні аль-набат аль-Суфі)  (Близько 9 - 10 ст. н. е. ) - набатейський арабський письменник, алхімік, спеціаліст сільського господарства, єгиптолог. 
Народився в с. Кусайн біля Куфи в Іраку. Здобув популярність у середньовічній Європі під ім'ям Ахмад Бін Абубекр Бін Вахіші.

## Праці
Ібн аль-Недім у своїй праці Kitab al-Fihrist перераховує велику кількість книг з магії, статуй, дарів, сільського господарства, алхімії, фізики та медицини, які Ібн Вахшія або написав сам, або переклав з інших мов. 

### Сільське господарство
Вважають, що близько 904 р. він переклав або написав книгу «Набатейське сільське господарство» (Kitab al-falaha al-nabatiya), засновану на древніх вавилонських джерелах. Книга звеличує вавилонсько-арамейську цивілізацію, вважаючи її рівень вищим порівняно з рівнем завойовників-арабів. Книга містить цінні відомості про сільське господарство, а також про поширені забобони. Зокрема, у книзі обговорюються сабії, які нібито жили до Адама, і стверджується, що в Адама були батьки і вони походили з Індії. Ці ідеї набули розвитку в працях єврейських філософів Ієгуди бен Самуеля Галеві і Маймоніда, а також вплинули на філософа XVII ст. Ісаака Ла Пейрера. 

### Єгиптологія
Ібн Вахшію вважають автором книги Kitab Shawq al-Mustaham, у якій обговорюються низка давніх писемностей і стверджується про дешифрування єгипетських ієрогліфів. Видання арабського тексту з англійським перекладом Йозефа Хаммера з'явилося 1806 року  й було відоме Сильвестру де Сасі. Дешифрування Ібн Вахшії було лише частково правильне, проте він правильно припустив про зв'язок давньоєгипетської мови з коптською і спирався у дешифруванні на коптські паралелі. Ще раніше, у XVII ст., з цим рукописом познайомився Атанасіус Кірхер.